# Běh na 200 metrů

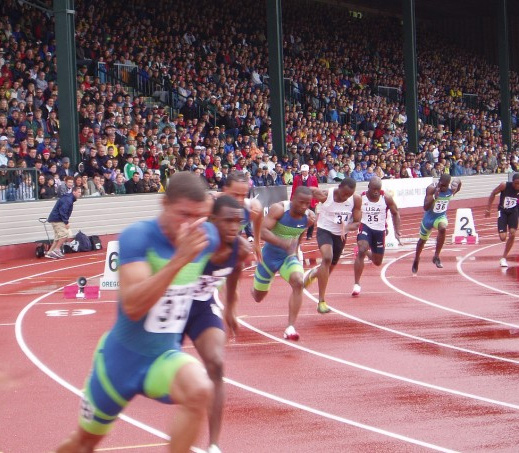
Průběh zatáčkou (mítink Prefontaine Classic v Eugene, 2006)

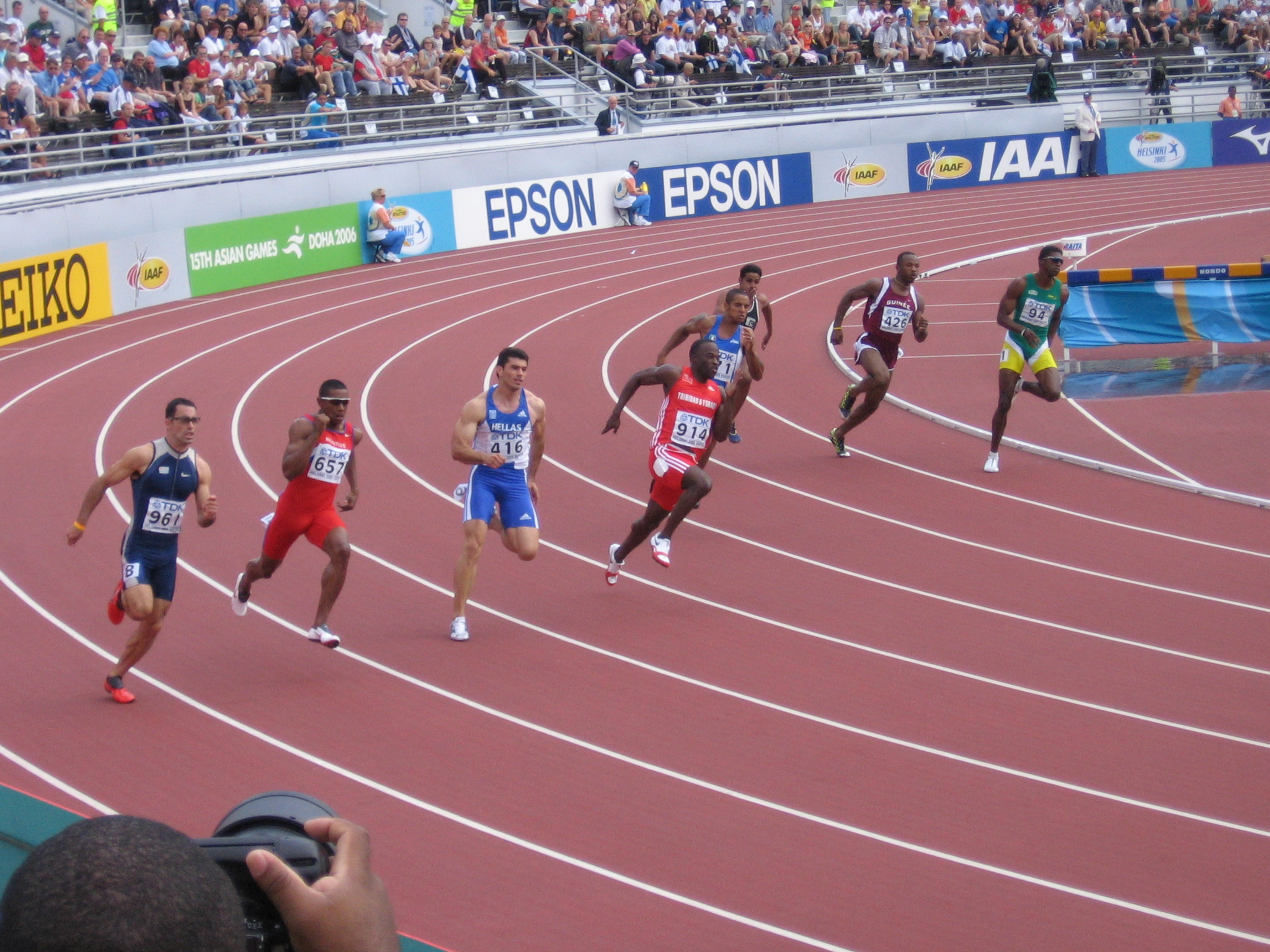
Náběh do cílové rovinky (MS v Helsinkách, 2005)

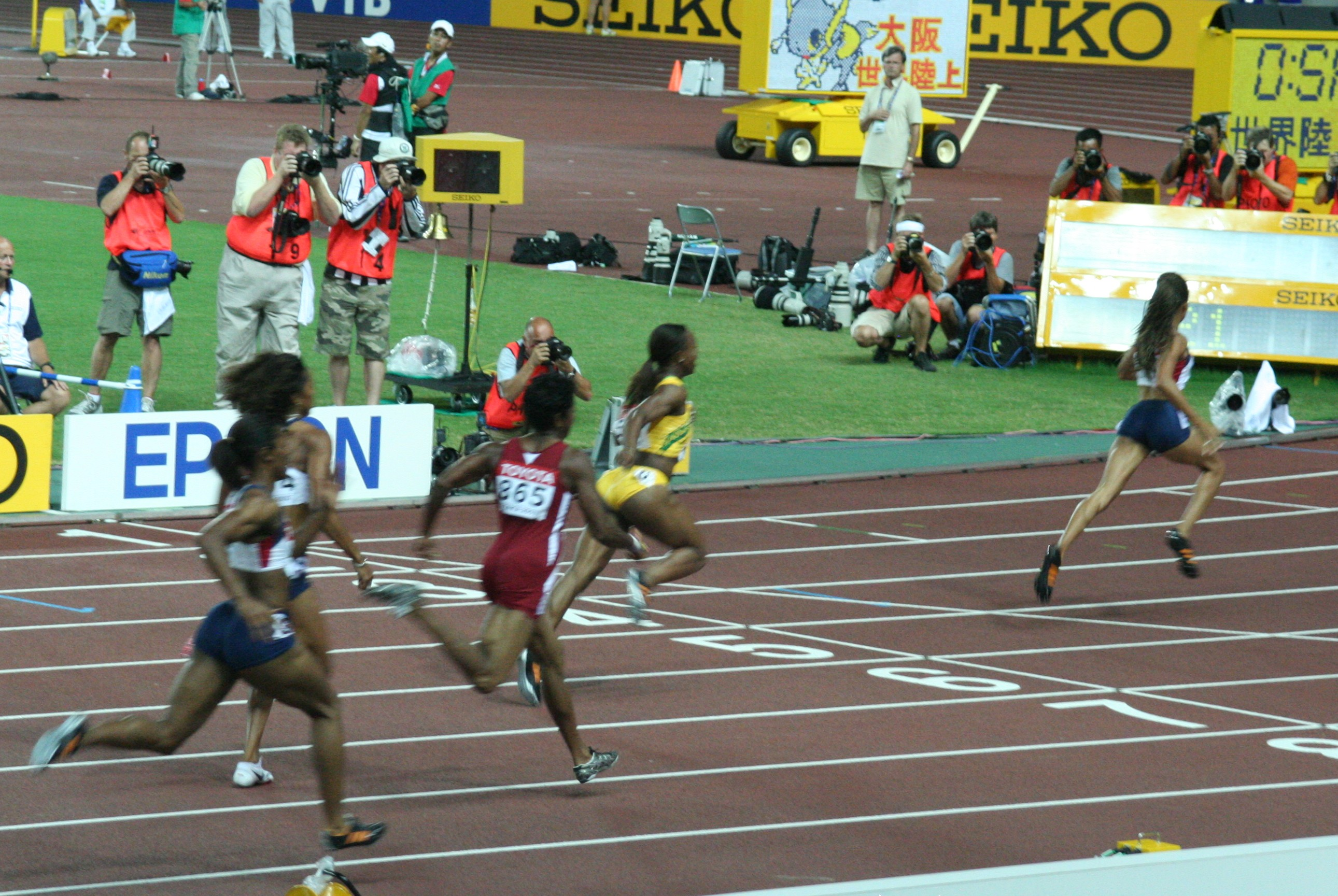
Doběh do cíle (MS v Ósace, 2007)

Běh na 200 metrů je lehkoatletická běžecká trať, která je středním sprintem, který se běží maximálním úsilím od startu do cíle. Běžec musí spojit základní rychlost ze 100 m sprintu a běžeckou technikou, která mu dovolí vypořádat se s odstředivými silami při sprintu v zatáčce. Běžecká trať na 200 m se běhá v oddělených drahách širokých 122–125 cm, musí jich být minimálně 6. Start běhu na 200 m je umístěn na začátek zatáčky před cílovou rovinkou, startovní bloky jsou posunuty úměrně poloměru zatáčky, tak že závodník běžící po vnitřním oblouku je na startu opticky nejdál a všechny soupeře má před sebou, náběhem do cílové rovinky se všichni běžci dostanou na stejnou úroveň. Závodník musí startovat z nízkého startu a ze startovních bloků. Výkon může být uznán za rekord, pokud rychlost větru, vanoucího do zad běžce, nepřesáhne 2 m/s (větroměr je umístěn vedle první dráhy 50 metrů před cílovou čarou a měření rychlosti při běhu na 200 metrů trvá 10 sekund od okamžiku, kdy první závodník vběhne do cílové rovinky).
Nejvíce titulů mistra světa si odnesl Calvin Smith a Michael Johnson (celkem dva). Ještě úspěšnější byl Frankie Fredericks, který získal titul mistra světa v roce 1993 a titul halového mistra světa v roce 1999, navíc získal dvě stříbrné medaile v letech 1995 a 1997. Mezi ženami je nejúspěšnější Merlene Otteyová z Jamajky, která získala dva tituly mistryně světa a dva tituly halové mistryně světa, dále dvě stříbrné a čtyři bronzové medaile. Nejvíce titulů získali sportovci USA celkem 15. Z toho 4 ženy a pět z toho je v hale. Nejlepší ženy v běhu na 200 m jsou z Německa, získaly 5 zlatých.
Běh na 200 m byl poprvé zařazen na olympiádě v Paříži roku 1900. Nejlepším mužem na olympijské trati je Carl Lewis, který získal zlato v Los Angeles a stříbro v Soulu. Evropané získali pouze čtyři zlaté medaile, v Římě Ital Livio Berrutti, v Mnichově Rus Valerij Borzov, v Moskvě Ital Pietro Mennea a v Sydney Řek Konstantinos Kenteris. Ženy poprvé běžely na olympiádě v roce 1948 v Londýně. Nejlepší ženou je Bärbel Eckertová, která získala zlaté medaile na dvou hrách. Nejúspěšnějším národem jsou sportovci USA, kteří v běhu na 200 m získali zatím 24 zlatých, 19 stříbrných a 11 bronzových medailí z toho 7 zlatých, 2 stříbrné a 1 bronzovou získaly ženy.
Světový rekord na této trati drží v současnosti jamajský sprinter Usain Bolt, který v roce 2009 zaběhl čas 19,19 s. V ženské kategorii je stále primátem světový rekord Američanky Florence Griffith-Joynerové z roku 1988 v čase 21,34 s.

## Současní světoví rekordmani

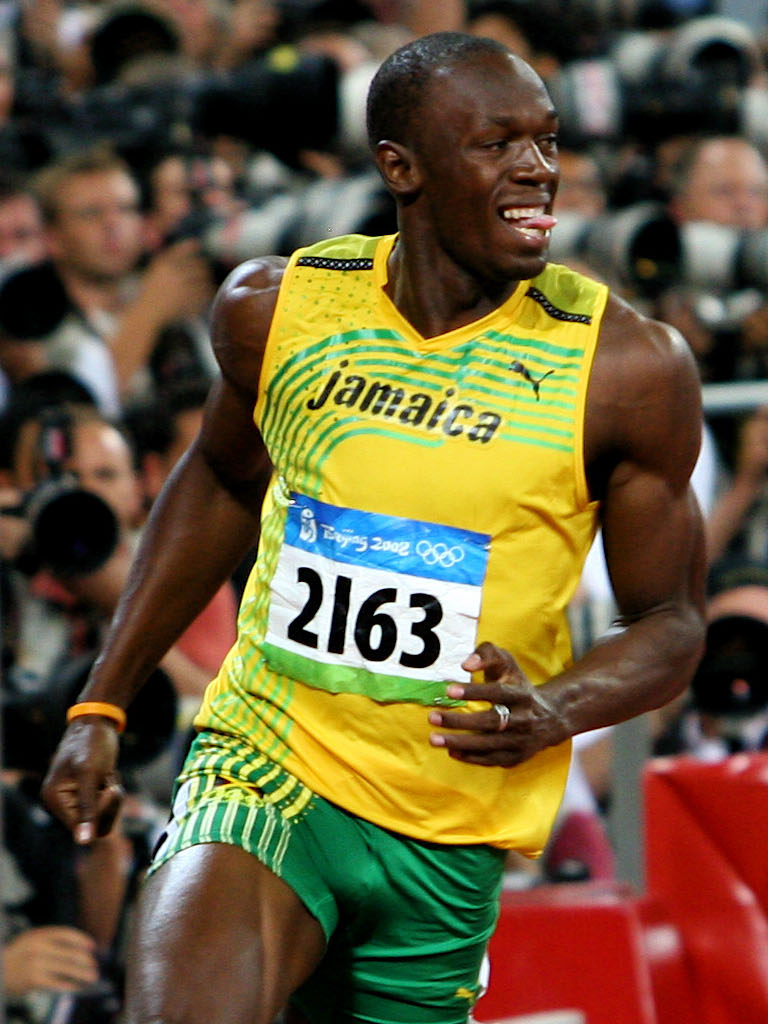
Muži – Usain Bolt 19,19 s
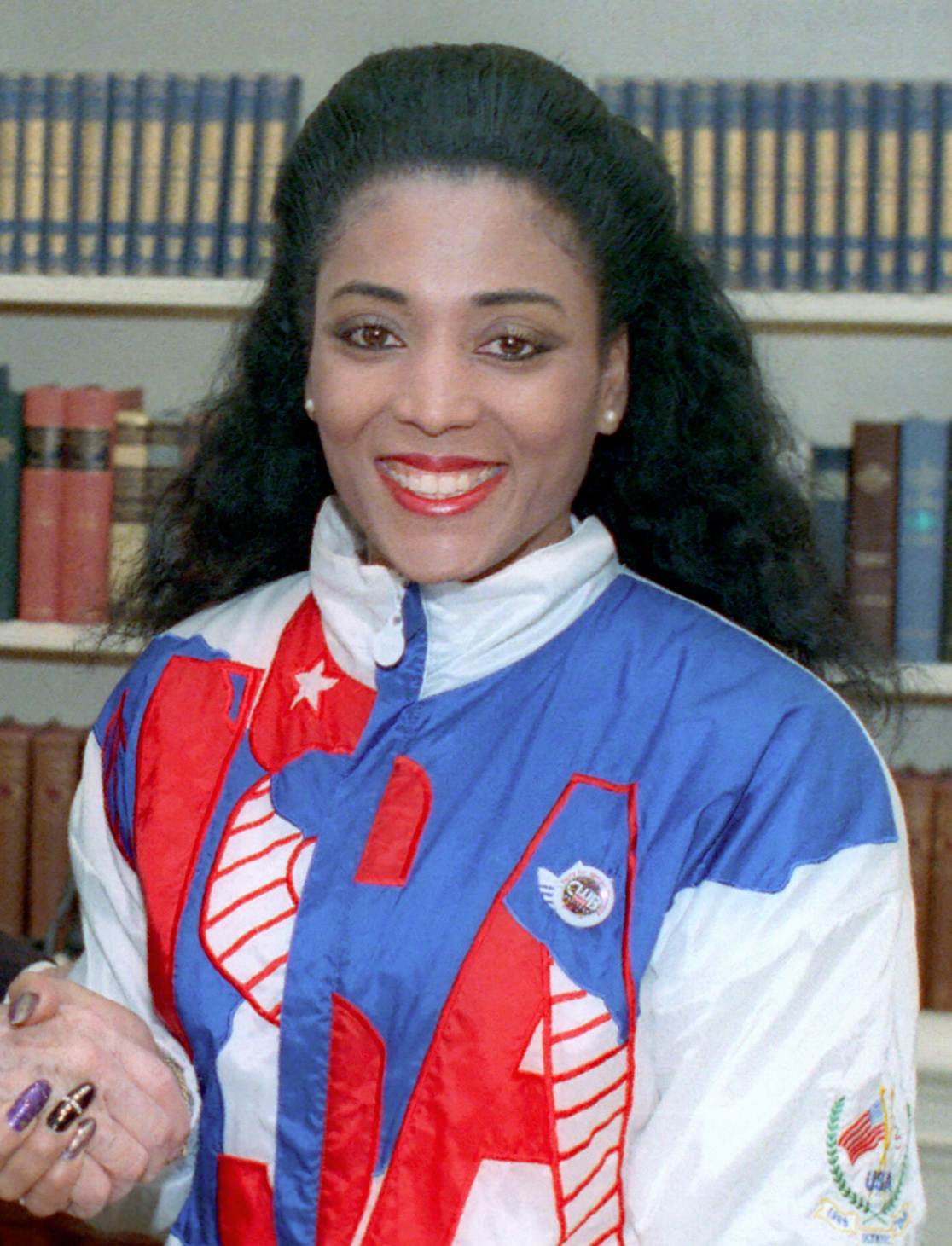
Ženy – Florence Griffith-Joynerová 21,34 s

## Současné rekordy – dráha
| Muži              |           |              |         |        |               |
| Rekord            | Čas (min) | Atlet        | Stát    | Město  | Datum rekordu |
| Světový rekord    | 19,19     | Usain Bolt   | Jamajka | Berlín | 20. 8. 2009   |
| Olympijský rekord | 19,30     | Usain Bolt   | Jamajka | Peking | 20. 8. 2008   |
| Rekord MS         | 19,19     | Usain Bolt   | Jamajka | Berlín | 20. 8. 2009   |
| Český rekord      | 20,39     | Ondřej Macík | Česko   | Tábor  | 30. 7. 2023   |

| Ženy              |           |                             |                |            |               |
| Rekord            | Čas (min) | Atletka                     | Stát           | Město      | Datum rekordu |
| Světový rekord    | 21,34     | Florence Griffith-Joynerová | USA            | Soul       | 29. 9. 1988   |
| Olympijský rekord | 21,34     | Florence Griffith-Joynerová | USA            | Soul       | 29. 9. 1988   |
| Rekord MS         | 21,41     | Shericka Jacksonová         | Jamajka        | Budapešť   | 25. 8. 2023   |
| Český rekord      | 21,97     | Jarmila Kratochvílová       | Československo | Bratislava | 6. 6. 1981    |

## Současné rekordy podle kontinentů
| Rekord                            | Kategorie | Výkon (s) | Atlet                       | Stát       | Město            | Datum        |
| --------------------------------- | --------- | --------- | --------------------------- | ---------- | ---------------- | ------------ |
| Afrika                            | Muži      | 19,46     | Letsile Tebogo              | Botswana   | Saint-Denis      | 8. 8. 2024   |
| Afrika                            | Ženy      | 21,78     | Kristýna Mboma              | Namibie    | Curych           | 9. 9. 2021   |
| Asie                              | Muži      | 19,88     | Xie Zhenye                  | Čína       | Londýn           | 21. 7. 2019  |
| Asie                              | Ženy      | 22,01     | Li Xuemei                   | Čína       | Šanghaj          | 22. 10. 1997 |
| Evropa                            | Muži      | 19,72     | Pietro Mennea               | Itálie     | Ciudad de México | 12. 9. 1979  |
| Evropa                            | Ženy      | 21,63     | Dafne Schippersová          | Nizozemsko | Peking           | 28. 8. 2015  |
| Severní a střední Amerika         | Muži      | 19,19     | Usain Bolt                  | Jamajka    | Berlín           | 20. 8. 2009  |
| Severní a střední Amerika         | Ženy      | 21,34     | Florence Griffith-Joynerová | USA        | Soul             | 29. 9. 1988  |
| Oceánie                           | Muži      | 20,04     | Gout Gout                   | Austrálie  | Brisbane         | 7. 12. 2024  |
| Oceánie                           | Ženy      | 22,23     | Melinda Gainsfordová        | Austrálie  | Stuttgart        | 13. 7. 1997  |
| Jižní Amerika                     | Muži      | 19,81     | Alonso Edward               | Panama     | Berlín           | 20. 8. 2009  |
| Jižní Amerika                     | Ženy      | 22,47     | Vitória Cristina Rosa       | Brazílie   | Eugene           | 19. 7. 2022  |
| Muži na iaaf.org Ženy na iaaf.org |           |           |                             |            |                  |              |

## Současní světoví rekordmani v hale

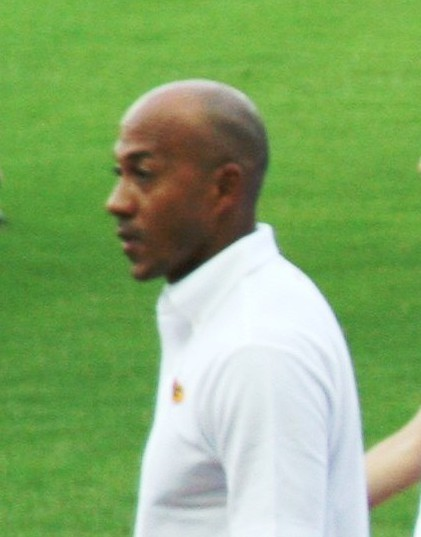
Muži - Frankie Fredericks 19,92 sec.
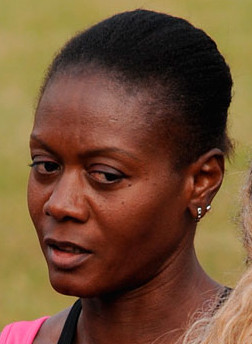
Ženy - Merlene Otteyová 21,87 sec.

## Současné rekordy – hala
| Muži             |              |                    |                    |         |               |
| Rekord           | Výkon (sec.) | Atlet              | Stát               | Město   | Datum rekordu |
| Světový rekord   | 19,92        | Frankie Fredericks | Namibie            | Liévin  | 18. 2. 1996   |
| Evropský rekord  | 20,25        | Linford Christie   | Spojené království | Liévin  | 19. 2. 1995   |
| Rekord MS        | 20,10        | Frankie Fredericks | Namibie            | Maebaši | 6. 3. 1999    |
| Český rekord     | 20,52        | Pavel Maslák       | Česko              | Praha   | 16. 2. 2014   |
| Muži na iaaf.org |              |                    |                    |         |               |

| Ženy             |              |                       |                |         |               |
| Rekord           | Výkon (sec.) | Atletka               | Stát           | Město   | Datum rekordu |
| Světový rekord   | 21,87        | Merlene Otteyová      | Jamajka        | Liévin  | 13. 2. 1993   |
| Evropský rekord  | 22,10        | Irina Privalovová     | Rusko          | Liévin  | 19. 2. 1995   |
| Rekord MS        | 22,15        | Irina Privalovová     | Rusko          | Toronto | 14. 3. 1993   |
| Český rekord     | 22,76        | Jarmila Kratochvílová | Československo | Vídeň   | 28. 1. 1981   |
| Ženy na iaaf.org |              |                       |                |         |               |

## Historie
Běh na 200 m je nejvíce podobný klasickému starořeckému běhu na jeden stadión. V USA se závod na 200 m běhal až do roku 1960 na přímém úseku. Závody se startem v oblouku se běhaly jen v Evropě a na olympiádě. Časy dosažené na přímé 200 m dráze byly o 0,3 až 0,4 s. rychlejší než závody s obloukem.

## 10 nejrychlejších mužů
| Pořadí           | Výkon (sec.) | Atlet            | Národnost | Datum             | Místo       |
| ---------------- | ------------ | ---------------- | --------- | ----------------- | ----------- |
| 1.               | 19,19        | Usain Bolt       | Jamajka   | 20. srpen 2009    | Berlín      |
| 2.               | 19,26        | Yohan Blake      | Jamajka   | 16. září 2011     | Brusel      |
| 3.               | 19,31        | Noah Lyles       | USA       | 21. červenec 2022 | Eugene      |
| 4.               | 19,32        | Michael Johnson  | USA       | 1. srpen 1996     | Atlanta     |
| 5.               | 19,46        | Letsile Tebogo   | Botswana  | 8. srpna 2024     | Saint-Denis |
| 6.               | 19,49        | Erriyon Knighton | USA       | 30. duben 2022    | Baton Rouge |
| 7.               | 19,53        | Walter Dix       | USA       | 16. září 2011     | Brusel      |
| 8.               | 19,57        | Justin Gatlin    | USA       | 28. červen 2015   | Eugene      |
| 8.               | 19,57        | Kenny Bednarek   | USA       | 5. září 2024      | Curych      |
| 10.              | 19,58        | Tyson Gay        | USA       | 30. květen 2009   | New York    |
| Muži na iaaf.org |              |                  |           |                   |             |

## 10 nejrychlejších žen
| Pořadí           | Výkon (sec.) | Atletka                     | Národnost  | Datum            | Místo          |
| ---------------- | ------------ | --------------------------- | ---------- | ---------------- | -------------- |
| 1.               | 21,34        | Florence Griffith-Joynerová | USA        | 29. září 1988    | Soul           |
| 2.               | 21,41        | Shericka Jacksonová         | Jamajka    | 25. srpna 2023   | Budapešť       |
| 3.               | 21,53        | Elaine Thompsonová-Herahová | Jamajka    | 3. srpen 2021    | Tokio          |
| 4.               | 21,60        | Gabrielle Thomasová         | USA        | 9. července 2023 | Eugene         |
| 5.               | 21,62        | Marion Jonesová             | USA        | 11. září 1998    | Johannesburg   |
| 6.               | 21,63        | Dafne Schippersová          | Nizozemsko | 28. srpen 2015   | Peking         |
| 7.               | 21,64        | Merlene Otteyová            | Jamajka    | 13. září 1991    | Brusel         |
| 8.               | 21,69        | Allyson Felixová            | USA        | 30. červen 2012  | Eugene         |
| 9.               | 21,71        | Marita Kochová              | NDR        | 10. červen 1979  | Saská Kamenice |
| 9.               | 21,71        | Heike Drechslerová          | NDR        | 29. červen 1988  | Jena           |
| Ženy na iaaf.org |              |                             |            |                  |                |

## Rychlost
Při světovém rekordu (19,19 s.) běžel sprinter Usain Bolt průměrnou rychlostí 10,422 m/s (37,52 km/h). Sprinterka Florence Griffith-Joynerová běžela při ženském světovém rekordu 21,34 s. průměrnou rychlostí 9,372 m/s (33,74 km/h).